# Warner Chappell Music

Logo de WCM (2020)

Warner Chappell Music, Inc. Warner Chappell Music, Inc. est une société américaine d'édition musicale et une filiale du Warner Music Group. Le catalogue de Warner Chappell Music comprend plus de 1,4 million de compositions et 65 000 compositeurs, avec des bureaux dans plus de 40 pays.

## Historique
La société a été fondée en 1811 sous le nom de Chappell & Co, une société britannique d'édition musicale et un magasin d'instruments spécialisé dans la fabrication de pianos sur Bond Street à Londres. En 1929, Warner Bros. achète la marque M. Witmark & Sons, Remick Music Corporation and Harms, Inc. Tamerlane Music est acquise en 1969.
Warner Chappell Music a été créée en 1987 à San Antonio, Texas, lorsque Chuck Kaye, président de Warner Bros. Music, demanda à la société d'acheter Chappell & Co. à PolyGram (aujourd'hui Universal Music Group) (UMG) . En 1988, Warner-Chappell acquiert Birch Tree Group, éditeur de Happy Birthday to You et des livres de méthode de piano Frances Clark,. En 1990, Warner Chappell acquit Mighty Three Music, la maison d'édition de Thom Bell et Gamble and Huff.
En 1994, Warner Bros. Publications élargit ses activités de musique imprimée en acquérant CPP/Belwin. CPP/Belwin était l'ancienne branche de musique imprimée de Columbia Pictures.
En 2005, Warner Chappell Music vend la majeure partie de sa division de musique imprimée, Warner Bros. Publications, à Alfred Publishing et lança en 2006 l'initiative Pan European Digital Licensing (PEDL). En 2007, lorsque Radiohead publié In Rainbows via son site Web sur un modèle de paiement selon vos souhaits, Warner Chappell Music a créé une licence simplifiée et unique en son genre pour les chansons de l'album autorisant les droits utilisateurs du monde entier pour sécuriser l'utilisation de la musique à partir d'un seul endroit.
En 2007, la société acquiert Non-Stop Music. En 2010, c'est au tour de  615 Music, une société de production musicale basée à Nashville, d'être achetée par WCM.
En 2011, Southside Independent Music Publishing rejoint le groupe, dont les auteurs-compositeurs comprenaient Bruno Mars, Brody Brown et JR Rotem.
Le nom de Warner Chappell Production Music est créé en 2012 pour réunir toutes ces entités sous la même marque identifiable.
En juillet 2012, Warner/Chappell achète les droits musicaux du studio de cinéma Miramax Films.
Le groupe est classé en 2010 par Music & Copyright comme le troisième éditeur de musique au monde (derrière Universal Music et Sony Music).
Parmi les titres de la sonothèque de l'entreprise figurent Winter Wonderland et anciennement Happy Birthday to You jusqu'à ce que le droit d'auteur de la chanson soit invalidé en 2015 et placé dans le domaine public l'année suivante.
En janvier 2011, Cameron Strang, fondateur de New West Records et Southside Independent Music Publishing, fut nommé PDG de Warner Chapell Music. Il est remplacé par l'ancien président de la société Jon Platt en 2016.
Le 30 juin 2017, Warner Chappell Music intente une action en justice contre EMI Music Publishing, accusant cette dernière de sous-payer Warner Music, concernant les redevances du catalogue de la 20th Century Fox, que Warner a acquis en 1982, ainsi que les droits de Curtis Mayfield et Kool and the Gang. Cette controverse découlerait en fait de l'acquisition par EMI de Robbins et Feist au début des années 1990.
Le 9 janvier 2019, Guy Moot a été nommé PDG de Warner Chappell Music (WCM). Lui et Carianne Marshall, la directrice de l'exploitation de la société, ont été nommés coprésidents.
Le 15 janvier, 2019, WCM déposa une demande de monétarisation à l'encontre d'un fanfilm créé par la chaîne YouTube Star Wars Theory, mais annula la demande deux jours plus tard après l'intervention de Lucasfilm Ltd. au nom de fans outrés, par cette action commerciale.
En mai 2019, WCM fut à nouveau critiqué pour avoir déposé des revendications de droits d'auteur trop larges, concernant un grand nombre de vidéos du youtubeur Mumbo Jumbo, comptant plus de 7 millions d'abonnés, pour la seule raison que la chanson d'intro sur chacun d'eux contenait des extraits d'une chanson dont les droits d'auteur appartenaient à Warner Chappell Music. Le Youtuber avait payé une licence pour utiliser la chanson, mais il s'est avéré que les échantillons n'avaient pas été effacés. Il a déclaré qu'il avait l'intention de contester les affirmations de Warner Chappell Music, mais que leur grand nombre (environ 1800) rendrait cela fastidieux.
En mai 2019, Warner Chappell acquiert le groupe Gene Autry, regroupant quatre éditeurs de musique, 1 500 compositions (dont Back in the Saddle Again, Here Comes Santa Claus, Just Walkin' in the Rain, et You Belong To Me), et plusieurs enregistrements majeurs du groupe.
En juillet 2021, Warner Chappell ouvre son premier bureau au Vietnam.
Le 3 janvier 2022, Variety rapporte que la succession du musicien anglais David Bowie avait vendu le catalogue d'édition du défunt artiste à Warner Chappell Music, «pour un prix supérieur à 250 millions de dollars».